# The Chieftains 2
The Chieftains 2 è il secondo album in studio del gruppo musicale irlandese The Chieftains, pubblicato nel 1969. 

## Tracce
1. Banish Misfortune / Gillian's Apples – 3:35
2. Seóirse Brabston (Planxty George Brabazon) – 3:30
3. Bean an Fhir Rua (The Red-Haied Man's Wife) – 2:51
4. Pis Fhliuch (The Wet Quirn) (O' Farrells Welcome to Limerick) – 3:35
5. An Páistín Fionn (The Fair-Haired Child)/ Mrs. Crotty's Reel / The Mountain Top – 4:13
6. The Foxhunt – 5:15
7. An Mhaighdean Mhara (The Sea Maiden) / Tie the Bonnet / O' Rourke's Reel – 4:15
8. Callaghan's Hornpipe / Byrne's Hornpipe – 3:15
9. Pigtown / Tie the Ribbons / The Bag of Potatoes – 2:35
10. The Humours of Whiskey / Hardiman the Fiddler – 2:55
11. Dónall Óg – 3:56
12. Brian Boru's March – 3:14
13. Sweeney's / Denis Murphy's / The Scartaglen Polka – 3:30

## Formazione
- Paddy Moloney – uilleann pipes, tin whistle
- Martin Fay – fiddle
- Seán Potts – tin whistle
- Seán Keane – fiddle
- Michael Tubridy – flauti, concertina, tin whistle
- Peadar Mercier – bodhrán